# 烷基
烷基，在有机化学中，是烷烃分子中去掉一个氢原子剩余的部分。它们是一系列同系物，其通式为CnH2n+1。常见的有甲基CH3·（对应于甲烷）、乙基C2H5·（对应于乙烷）、丙基C3H7·（分为正丙基与异丙基）等。

## 結構
烷基的結構是和它相同直鏈狀的烷烴相似物但少一個氫原子。例如，這是甲基結構，最小的烷基:
因为是最基本的基，烷基通常都是更大的化合物的一个组成部分。烷基通常用字母R来代表，例如下图所示酯的化学式：
通常R代表的是烷基，但是也有可能在某些情况下代表其他的基团。

## 反应
未成键的烷基是自由基，所以它们只作为中间产物在反应中存在，并常常伴随其它的自由基生成。当一个自由基形成的之后，它将很快的与其他物质反应，失去那一个未成对电子。
氯化可以作为说明烷基是瞬时生成的一个例子。这样的反应包含了由光解产生的氯自由基，与有机化合物（多是烷烃）反应。氯自由基会与烷烃中的一个氢结合生成盐酸，烷烃剩下的部分便是烷基。这个烷基将很快的与一个氯结合生成产物：氯代烷烃。此反应非常剧烈，甚至可能在没有有效预防的情况下发生爆炸。这是由于自由基的活性造成。

## 命名
烷基的命名与其相对应的烷烃命名方式相同，在英语中将烷烃的后缀-ane改为后缀-yl，在中文命名法中，小于等于十个碳原子的烷基将最后的烷改为基，大于十个碳原子的烷基直接加基。
具体命名方法请参见有机化学命名法
例如，前三个烷基是甲基、乙基和丙基。
这些名字也被用来命名支链结构，例如3-甲基戊烷：
3-甲基戊烷的结构包含两部分。首先，一个有五个碳原子由单键组成的长链，命名为戊烷（蓝色標記）。其次：有一个单碳的烷基，甲基（红色標記）。就像在甲基戊基中那样，烷基将被写在主链分子的前面。仅仅这样是不明确的，因为甲基可以在任何一个主链碳原子上。所以，命名为3-甲基戊烷避免歧义。
如果有超过一个相同基团接在一个主链上，前缀将被用来说明相同的数字（如：二，三，四等。）
这个化合物被命名为2,3,3-三甲基戊烷，其中有三个相同的烷基分别与主链2,3,3碳原子相连。这些数字是用来避免位置上的歧义，“三”是用来表明这里有三个相同的甲基。如果某一个与3碳原子相连的甲基换成了乙基，名字就将变为2,3-二甲基-3-乙基戊烷。注意：当有不同的烷基的时候，它们将按由小到大的顺序排列。